# Così è la vita (film 1998)
Così è la vita è un film del 1998 diretto da Aldo, Giovanni e Giacomo e Massimo Venier.
Il film, il secondo del trio, ha incassato 22522708 €, risultando il maggior successo commerciale del trio dopo Chiedimi se sono felice, seguito da La leggenda di Al, John e Jack.

## Trama

Al, John e Jack

Aldo Baglio, detto Bancomat, è detenuto nel carcere di San Vittore per contraffazione di carte di credito; Giacomo Poretti è un impacciato agente di polizia con velleità da scrittore che vive insieme alla sorella, al cognato e al nipote, dai quali è continuamente bistrattato; Giovanni Storti è invece un bizzarro e sfortunato inventore di giocattoli sposato con Elena, donna tanto bella quanto fredda.
La mattina del 27 giugno 1998, Aldo deve essere scortato in tribunale dalla volante guidata da Giacomo e dal collega Antonio Catanìa, ma quest'ultimo abbandona Giacomo per recarsi ad un appuntamento con una donna, lasciandolo da solo (violando il regolamento della polizia, che impone che i detenuti vengano trasportati da almeno due agenti a bordo della volante). Durante il viaggio, Giacomo non sa che strada percorrere per arrivare al tribunale e chiede ad Aldo di prendere lo stradario nel vano portaoggetti. Aprendolo, Aldo vi trova la pistola d'ordinanza del poliziotto, incautamente lasciata lì dentro, se ne appropria e prende Giacomo in ostaggio, costringendolo ad assecondare le sue richieste. Contemporaneamente, a Giovanni viene rubata l'auto e chiede aiuto proprio alla volante in cui ci sono Giacomo e Aldo, di cui diventa così il secondo ostaggio. Giacomo, durante il viaggio, attraverso un espediente, riesce ad avvertire il proprio Ufficio del sequestro via radio.
Il gruppo procede, ma viene presto raggiunto dagli elicotteri e dalle volanti della Polizia. Aldo costringe quindi i due a una fuga, al termine della quale riesce a seminare le volanti e gli elicotteri in un bosco. Una volta al sicuro ordina a Giacomo di uscire dal nascondiglio ma l'automobile precipita in uno strapiombo e prende fuoco mentre i passeggeri, presumibilmente usciti in tempo, osservano da fuori. Costretti quindi a proseguire a piedi, passano la notte in un cimitero abbandonato. Il giorno dopo incontrano una ragazza di nome Clara, di cui Aldo immediatamente si innamora: le chiede quindi di uscire a cena e lei accetta. Diventati ormai tutti e tre amici, Aldo libera Giovanni e Giacomo e si fa aiutare a mettersi a posto in vista della serata, che procede a gonfie vele.

Giovanni

I tre ritornano a Milano tramite autostop. Una volta arrivati Aldo decide di tornare in carcere per saldare il suo debito con la giustizia, mentre Giovanni e Giacomo tornano alle rispettive vite. Arrivati a casa, tuttavia, scoprono con amarezza che i loro cari li hanno già dimenticati dopo aver ricevuto notizia della loro morte nell'incidente: Giovanni sorprende sua moglie a letto con Antonio Catanìa che per non finire nei guai si era fatto picchiare, facendo credere di non essere stato nell'automobile in seguito a un'aggressione da parte di Aldo e venendo quindi elogiato come un eroe; Giacomo invece trova tutte le sue cose, compreso il romanzo che stava scrivendo da una vita, nell'immondizia, e la sua camera messa in affitto. I due si ritrovano quindi sconsolati al parco dove ritrovano Clara e Aldo, che ha deciso di non ritornare in carcere dopotutto. I due aiutano Giovanni e Giacomo ad organizzare la loro vendetta: dopo aver rubato il camion al cognato di Giacomo quest'ultimo fa trovare alla sorella un testamento in cui è scritto che l'appartamento, di proprietà di Giacomo, dev'essere ceduto, insieme a tutti i beni in comproprietà, a una famiglia dei suoi amici africani che erano stati ingiustamente sfrattati. Il gruppo ruba poi degli elettrodomestici dal magazzino di Crapanzano, un energumeno compagno di cella di Aldo a San Vittore. Successivamente Aldo e Giacomo, travestiti da fattorini, si presentano a casa di Giovanni e consegnano la merce rubata, facendola passare come vincita di un concorso a cui l'uomo avrebbe partecipato prima di morire. Clara successivamente informa del furto Crapanzano, che si presenta a casa della donna con alcuni amici armati di mazze: intenzionati a farsi giustizia da soli, è lasciato implicito che ne va di mezzo anche l’amante Catanìa.
Fatta giustizia, Clara porta i tre a una camera ardente nella quale si trovano tre bare: più che convinti di trovarle vuote, credendo che si tratti di uno scherzo, sollevano i veli e scoprono invece i loro cadaveri. Giovanni e Giacomo restano scioccati nel vedere se stessi nelle bare mentre Aldo, guardando triste i suoi amici, solleva l'ultimo velo che mostra il suo stesso cadavere. In quel momento all'entrata della camera ardente si accende una forte luce da cui fuoriesce Clara, vestita con un lungo abito azzurro: attraverso un ricordo del passato li riporta nel luogo dove è avvenuto l'incidente del burrone, dove diventa chiaro a Giovanni e Giacomo che in realtà nessuno era riuscito a scappare in tempo dall'auto e che la loro morte era avvenuta realmente, mentre Aldo l'aveva già scoperto in precedenza durante il suo appuntamento con Clara. La donna rivela quindi di essere un angelo incaricato di accompagnare il trio in Paradiso, verso il quale i nostri cominciano immediatamente il cammino.
Dopo una lunga camminata per le montagne i quattro arrivano infine di fronte all'ingresso, una sbarra che si apre tramite tessera magnetica su una collina, ma Clara li informa che solo Aldo è già in possesso della tessera per entrare, avendo scontato la sua pena in prigione: gli altri due invece, per via di alcune loro marachelle che Clara mostra loro in un foglio, dovranno attendere ancora un po' prima di poter salire. Clara, essendo un angelo, passa la sbarra senza biglietto in quanto possiede un telepass angelico, lasciando Aldo libero di salutare i suoi amici, mentre lei lo precede in Paradiso. Aldo tuttavia dà ai suoi amici due tessere falsificate che ha prodotto sfruttando le sue abilità di contraffattore, che consentono loro l'accesso. Subito dopo Aldo viene fermato dall'uomo al cui corpo aveva rubato gli abiti per uscire a cena con Clara in precedenza, che chiede di riaverli indietro. Superata la sbarra, il trio può finalmente godersi la pace del Paradiso.

## Produzione

Giacomo, il regista e sceneggiatore Massimo Venier, Giovanni e Aldo in una pausa sul set

Le riprese sono iniziate il 27 luglio 1998 e si sono concluse a settembre dello stesso anno. Gran parte del film, ambientata a Milano, venne in realtà girata a Roma, salvo alcune scene occasionali. Le scene in montagna sono state girate principalmente in Abruzzo.
Durante le riprese dell'inseguimento tra la volante sequestrata da Aldo e i mezzi della Polizia, uno dei due elicotteri utilizzati ebbe un'avaria al motore e, nel tentativo di compiere un atterraggio di fortuna (poi riuscito), colpì il tetto di una delle auto in corsa, facendola capovolgere e provocando il leggero ferimento di uno degli attori a bordo.

## Colonna sonora
L'intera colonna sonora del film è stata affidata ai Negrita (già presenti in Tre uomini e una gamba con il brano Ho imparato a sognare): i brani Mama maé, Cambio e Hollywood sono contenuti in diversi album del gruppo, mentre altri come Hollywood Sofà, Pulp, Heaven # e I'm Your Man sono stati pubblicati come lato B nei singoli successivi all'uscita del film, quali Mama maé e In ogni atomo. Alcune delle tracce strumentali che si possono sentire all'interno del film, tuttavia, non sono state pubblicate dalla band fino all'11 ottobre 2019, quando viene pubblicata su disco per la prima volta l'intera soundtrack del film, all'interno dello speciale cofanetto "Reset 20th Anniversary edition", uscito per il ventesimo anniversario del suddetto album dei Negrita.
Nella scena in cui viene rivelata la morte dei tre protagonisti viene proposto il tema, tratto dalla sesta sinfonia, primo e quarto movimento, di Čajkovskij.

## Accoglienza

### Incassi
Il film, uscito nelle sale il 18 dicembre 1998, ha incassato in totale 22522708 € (o 43.610.043.819,16 di lire). È il 39º film con maggiori incassi in Italia.

## Riconoscimenti
- 1999 - Nastro d'argento
  - Candidatura Migliore canzone (Mama maé) ai Negrita
- 1999 - Ciak d'oro
  - Candidatura Migliore attrice non protagonista a Marina Massironi
  - Candidatura Migliore colonna sonora ai Negrita
  - Candidatura Migliore montaggio a Marco Spoletini